# 1960년 하계 패럴림픽
1960년 하계 패럴림픽(영어: 1960 Summer Paralympics, I Paralympic Games, 이탈리아어: I Giochi paralimpici estivi)은 1960년 9월 19일부터 9월 24일까지 열린 첫 번째 하계 패럴림픽이다. 1960년 하계 올림픽이 끝난 직후부터 이탈리아의 로마 올림픽 경기장에서 열렸다.
원래 패럴림픽은 1948년 영국의 구트만(Ludwig Guttmann)이 척수장애 전상자에 대한 재활 수단의 하나로 운동요법을 도입하면서 시작되었다. 그러나 당시에는 국제적인 성격을 띠지 못하다가, 4년 후 네덜란드 선수들이 경기에 참여하면서 규모가 커진 뒤 1960년 제1회 대회를 개최하면서 오늘날과 같은 패럴림픽 대회의 모습을 갖추었다.

## 참가국
1960년 하계 패럴림픽에 참가한 국가는 총 23개국이다. 약 400명의 선수와 스태프가 참여했다.
| - 아르헨티나 - 오스트레일리아 - 오스트리아 - 벨기에 - 핀란드 - 프랑스 - 영국 | - 아일랜드 - 이스라엘 - 이탈리아 (개최국) - 몰타 - 네덜란드 - 노르웨이 - 로디지아 | - 스웨덴 - 스위스 - 미국 - 서독 |

## 종목
- 다트체리
- 수영
- 스누커
- 양궁
- 육상
- 탁구
- 휠체어 농구
- 휠체어 펜싱

## 메달 집계
| 순위 | 국가           | 금메달 | 은메달 | 동메달 | 합계 |
| ---- | -------------- | ------ | ------ | ------ | ---- |
| 1    | 이탈리아       | 29     | 28     | 23     | 80   |
| 2    | 영국           | 20     | 15     | 20     | 55   |
| 3    | 서독           | 15     | 6      | 9      | 30   |
| 4    | 오스트리아     | 11     | 8      | 11     | 30   |
| 5    | 미국           | 11     | 7      | 7      | 25   |
| 6    | 노르웨이       | 9      | 3      | 4      | 16   |
| 7    | 오스트레일리아 | 3      | 6      | 1      | 10   |
| 8    | 네덜란드       | 3      | 6      | 0      | 9    |
| 9    | 프랑스         | 3      | 3      | 1      | 7    |
| 10   | 아르헨티나     | 2      | 3      | 1      | 6    |
| 11   | 로디지아       | 2      | 1      | 2      | 5    |
| 12   | 아일랜드       | 2      | 0      | 0      | 2    |
| 13   | 스위스         | 1      | 3      | 0      | 4    |
| 14   | 벨기에         | 1      | 1      | 1      | 3    |
| 15   | 핀란드         | 1      | 0      | 0      | 1    |
| 16   | 이스라엘       | 0      | 2      | 2      | 4    |
| 16   | 몰타           | 0      | 2      | 2      | 4    |
| 합계 | 합계           | 113    | 94     | 84     | 291  |